# Marynell Meadors
Marynell Meadors (Nashville, 27 agosto 1943) è un'allenatrice di pallacanestro statunitense, professionista nella WNBA.

## Palmarès
- WNBA Coach of the Year (2009)